# Dabagou (häradshuvudort i Kina, Inner Mongolia Autonomous Region, lat 46,07, long 121,92)
Dabagou är en häradshuvudort i Kina. Den ligger i den autonoma regionen Inre Mongoliet, i den norra delen av landet, omkring 1 000 kilometer nordost om regionhuvudstaden Hohhot. Antalet invånare är 299 834. Befolkningen består av 144 888 kvinnor och 154 946 män. Barn under 15 år utgör 14,0 %, vuxna 15-64 år 79 %, och äldre över 65 år 5,0 %.
Runt Dabagou är det ganska tätbefolkat, med 124 invånare per kvadratkilometer. Dabagou är det största samhället i trakten. Trakten runt Dabagou består i huvudsak av gräsmarker.
Genomsnittlig årsnederbörd är 696 millimeter. Den regnigaste månaden är juli, med i genomsnitt 289 mm nederbörd, och den torraste är januari, med 5 mm nederbörd.